# Thomas Meunier
Pour les articles homonymes, voir Thomas Meunier (homonymie) et Meunier.
Thomas Meunier, né le 12 septembre 1991 à Sainte-Ode en Belgique, est un footballeur international belge qui joue au poste d'arrière droit au LOSC Lille.

## Biographie

### Formation et débuts dans sa province
Thomas Meunier fait ses débuts dans le monde du football dans le club de son village, la Royale Union sportive Sainte-Ode, évoluant en provinciale luxembourgeoise. Il passe ensuite dans les équipes de jeunes de l'US Givry.
En 2004, il rejoint le Standard de Liège où il passe deux saisons, mais il n'est pas conservé à cause de blessures à répétition. Il a tout de même été international belge dans les U-16[réf. nécessaire].

### Carrière en club

#### Royal Excelsior Virton (2009-2011)
Il décide alors de s'engager avec le Royal Excelsior Virton, club dont l'équipe première évolue en Division 3. En 2009, il est intégré au noyau A en tant qu'attaquant de pointe et travaille en parallèle comme magasinier dans une ville de la province de Luxembourg. Après une saison d'adaptation, il effectue un début d'exercice 2010-2011 de haut niveau, inscrivant de nombreux buts et délivrant plusieurs passes décisives. Il attire les regards de recruteurs de plus grands clubs, parmi lesquels l'Olympique de Marseille.
Finalement, Luc Devroe le convainc de rejoindre le FC Bruges, où il signe un contrat le 19 janvier 2011, effectif à partir du 1er juillet. Deux semaines plus tard, il est appelé pour la première fois en équipe de Belgique espoirs, une première pour un joueur de troisième division, à l'occasion duquel il rencontre l'équipe d'Angleterre amateur.

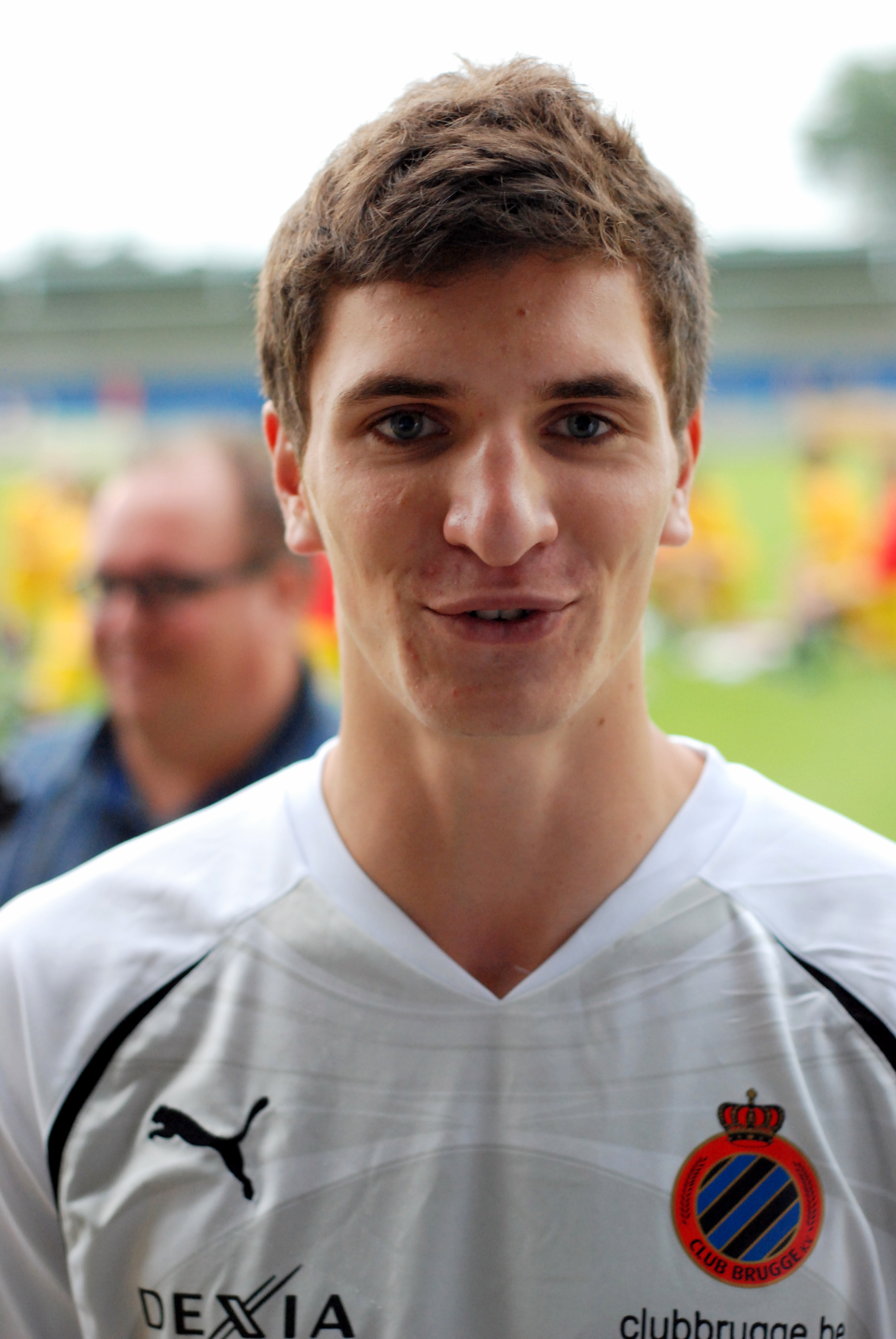
Thomas Meunier lors d'un match amical avec le Club Bruges KV face au RAEC Mons, le 5 juillet 2011 à Coxyde.

#### Club Bruges KV (2011-2016)
Arrivé à Bruges, il dispute son premier match le 31 juillet 2011 lors de la journée d'ouverture de la saison 2011-2012 en montant au jeu à vingt minutes de la fin contre le KVC Westerlo. Il inscrit son premier but en Division 1 dix minutes plus tard. Le 10 septembre 2011, il fête sa première titularisation à l'occasion d'un déplacement au FC Malines. Malgré les changements dans l'encadrement du club brugeois et les transferts de plusieurs joueurs plus expérimentés, Thomas Meunier parvient à s'imposer rapidement dans l'équipe, d'abord comme ailier gauche pour pallier la suspension de Lior Refaelov, ensuite à droite après le départ de Nabil Dirar à Monaco en janvier 2012. La saison suivante démarre également bien pour lui, avec une qualification pour la phase de poules de la Ligue Europa et un but décisif inscrit face au Sporting Charleroi. Malheureusement, il se blesse à la cheville à la fin du mois d'août. Il revient dans le groupe à la mi-novembre et retrouve les terrains au début du mois de décembre. À la suite de blessures en défense, l'entraîneur du club, l'Espagnol Juan Carlos Garrido, décide de l'aligner au poste d'arrière latéral droit. Il y effectue de bonnes prestations et conserve la préséance sur ses coéquipiers défenseurs de formation.
Lors de la saison 2015-2016, Le Club Bruges KV est champion de Belgique. Thomas  Meunier réalise une superbe saison et est sélectionné pour le Championnat d'Europe de football 2016 avec les « Diables Rouges ».

#### Paris Saint-Germain (2016-2020)

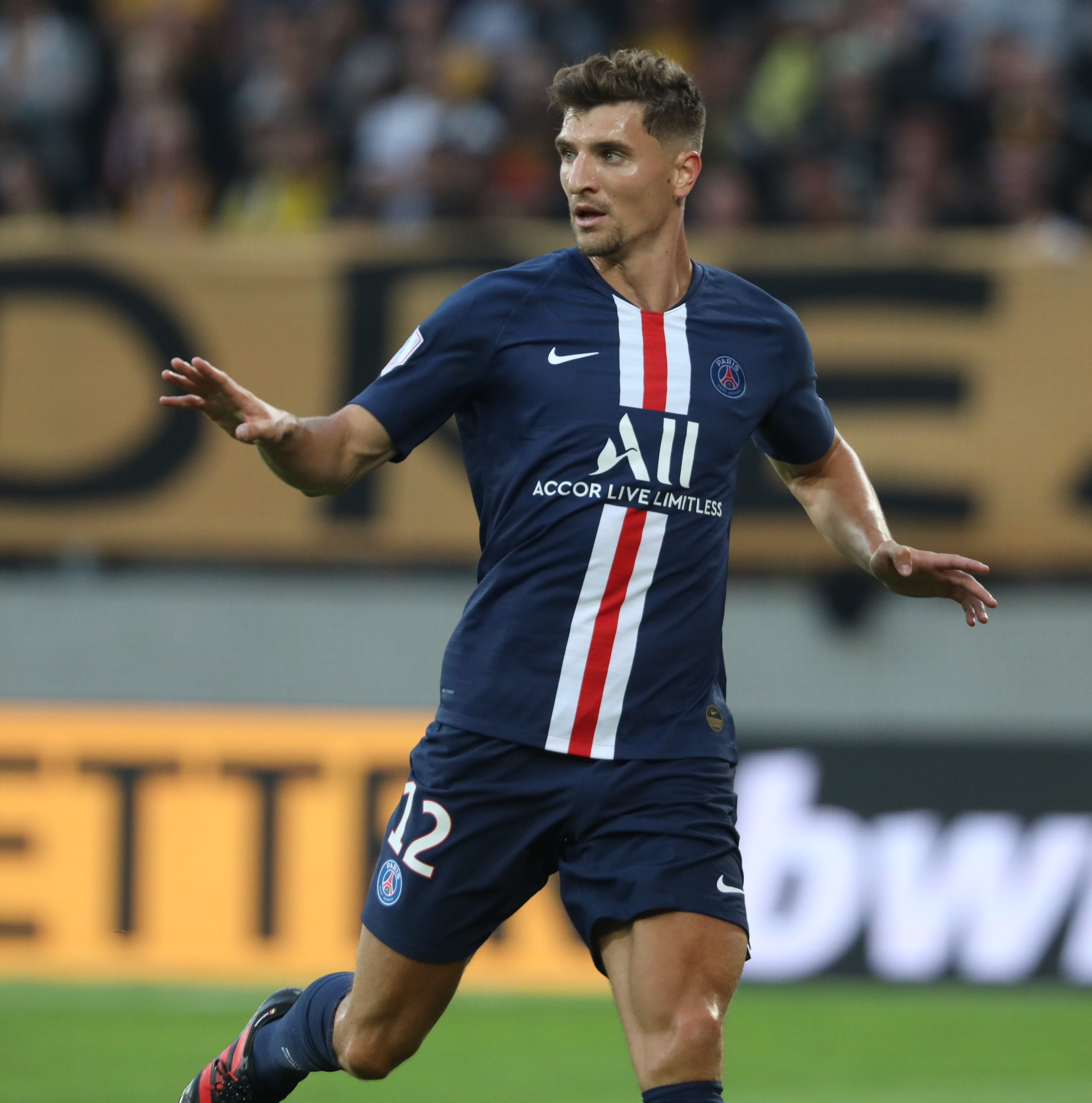
Thomas Meunier sous le maillot du Paris Saint-Germain en 2019.

Le 3 juillet 2016, Thomas Meunier s'engage avec le Paris Saint-Germain pour une durée de quatre ans comme doublure de Serge Aurier. Il participe à son premier match officiel avec les Parisiens le 6 août 2016 contre l'Olympique lyonnais lors du Trophée des champions (victoire 4-1), remplaçant David Luiz. Il débute en Ligue 1 le 28 août contre l'AS Monaco (défaite 3-1), suppléant une nouvelle fois le Brésilien. Il inscrit son premier but sous ses nouvelles couleurs le 1er novembre 2016 et offre la victoire, d'une volée, au PSG, 2 buts à 1, à Bâle lors de la quatrième journée de la Ligue des champions. Il se montre également décisif le 27 novembre, offrant le but de la victoire à Edinson Cavani en déplacement à Lyon (victoire 1-2). Le 14 février, lors d'une large victoire en Ligue des champions de l'UEFA 2016-2017 contre le FC Barcelone 4-0, il délivre une passe décisive à Cavani pour le quatrième but parisien, dans son style caractéristique.
Il marque son premier but en championnat contre Lorient lors de la 19e journée où il fait valoir sa palette technique d'ancien attaquant. Après un enchainement, contrôle, sombrero sur Waris, amorti poitrine, il conclut par un ballon au second poteau pour ouvrir le score (victoire finale 5-0). Il conclut la phase aller avec 12 apparitions dont 8 titularisations en championnat. À l'aise techniquement, il fait également preuve d'une belle entente avec Lucas, n'hésitant pas à offrir des solutions à l'intérieur du jeu.
Lors de la neuvième journée, il marque son premier doublé sous les couleurs du PSG, à Dijon .
Thomas Meunier perd sa place de titulaire au poste d'arrière droit au profit de Dani Alves, joueur expérimenté arrivé tout droit de la Juventus Turin (finaliste de la finale de la Ligue des champions face au Real Madrid en 2017) lors du mercato estival du club bien que le choix de son entraîneur Unai Emery est discuté.
À l'occasion du premier match du club parisien en Coupe de la Ligue 2017-2018 lors des huitièmes de finale, il délivre une passe décisive à Dani Alves et Julian Draxler pour une victoire 2-4 face à Strasbourg au stade de la Meinau, où le PSG s'était incliné onze jours plus tôt (2-1) en championnat lors de la 16e journée. Il crée la polémique durant le mois de mars pour avoir "liké" sur Twitter un tifo de l'Olympique de Marseille à l'occasion d'un match de Ligue Europa, ce qui lui valut de vives critiques par les supporters et certains chroniqueurs, l'OM étant considéré comme le plus grand rival du PSG en France.

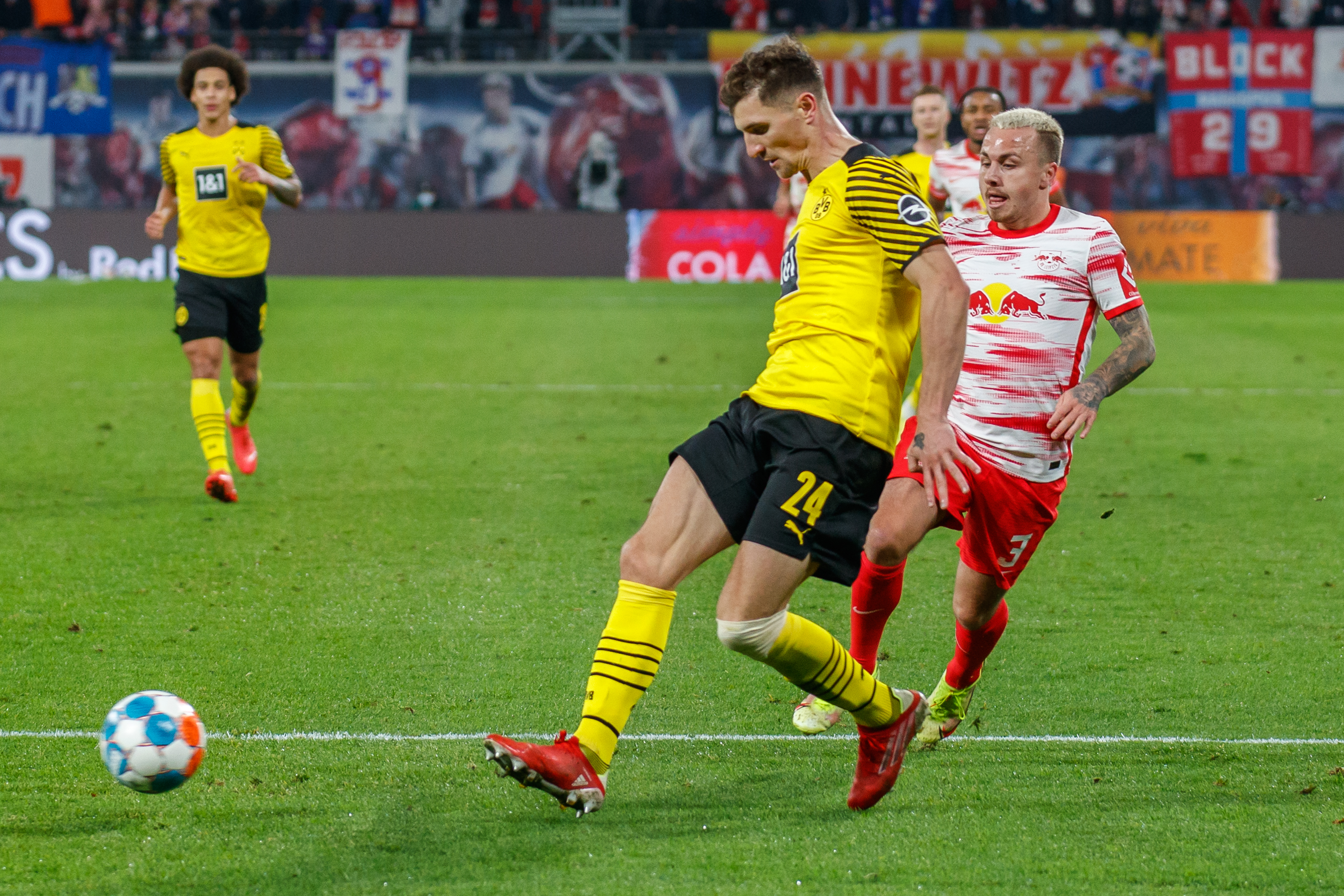
Thomas Meunier lors de la rencontre RB Leipzig-Borussia Dortmund, le 6 novembre 2021.

Lors de la saison 2018-2019, Thomas Meunier retrouve sa place de titulaire à la suite de la blessure de Dani Alves en mai 2018 en finale de Coupe de France, et joue presque tous les matches. Il inscrit le tout premier but parisien en Ligue des champions lors du premier match de poules face à Liverpool (match toutefois perdu 3-2 par le club parisien). Lors de la sixième journée, il s'illustre lors du match face à Rennes en inscrivant deux passes décisives et un but, permettant au PSG de remporter le match 3-1. La journée de championnat suivante, il débute sur le banc face à Reims, laissant sa place à Colin Dagba, mais ce dernier se blesse après 20 minutes et est remplacé par Meunier, qui inscrira encore un but ; le PSG remportant le match 4-1. Au bout de deux mois depuis le début la saison 2018-2019 (toutes compétitions confondues), il présente le meilleur bilan offensif pour un défenseur jouant dans les cinq plus grands championnats d'Europe avec trois buts et trois passes décisives. Alors que le nouvel entraîneur Thomas Tuchel ne semblait pas tellement compter sur lui, Thomas Meunier a réussi à s'imposer comme l'un des éléments-clefs du système de Tuchel et est l'un de ses joueurs les plus utilisés. Lors de la troisième journée de poules en Ligue des champions à domicile face à Naples, il se montre une nouvelle fois décisif en provoquant un centre qui finit en auto-goal sur un ballon dévié par le joueur napolitain Mario Rui, ce qui permet au PSG, qui était alors mené 0-1, d'égaliser. Le match se finit sur un match nul avec deux buts partout.

#### Borussia Dortmund (2020-2024)
Le 25 juin 2020, Thomas Meunier alors en fin de contrat avec le Paris Saint-Germain, s'engage en faveur du Borussia Dortmund en signant un contrat de quatre ans avec le club allemand,.
Il annonce plus tard être tombé d'accord avec le Borussia Dortmund dès le mois de février, avant même le huitième de finale aller de Ligue des champions entre le Paris Saint-Germain et son futur club.
Malgré quelques petites blessures, il est régulièrement aligné lors de sa première saison à Dortmund ainsi que pour la première partie de la saison 2021-2022.
Mais, en février 2022, il est victime d'une déchirure du tendon à la cuisse qui le rend indisponible jusqu'à la fin de la saison. Il entame le championnat d'Allemagne 2022-2023 comme titulaire mais il se fracture la pommette en octobre 2022 avant qu'une succession de blessures musculaires ne l'éloigne des terrains jusqu'au 3 décembre 2023 quand il rejoue quelques minutes en fin de partie au Bayer Leverkusen puis est titulaire la semaine suivante contre Leipzig.

#### Trabzonspor (2024)
Après avoir été écarté du noyau pendant de longs mois au Borussia et alors que son contrat arrive à son terme à l'issue de la saison, Meunier met à profit ses récentes apparitions dans l'effectif à la suite de l'absence prolongée de Julian Ryerson à son poste et signe en Turquie, au bord de la mer Noire, au Trabzonspor en février 2024 pour s'offrir un nouveau défi avec l'Euro en point de mire. Il joue pour ses nouvelles couleurs dès le 8 février 2024 lors d'un huitième de finale de coupe de Turquie à Gençlerbirliği SK où il monte au jeu à la mi-temps et délivre une passe décisive permettant à son équipe d'obtenir in extremis les prolongations puis la qualification pour le tour suivant (victoire 1-2). Quatre jours plus tard, il est titulaire pour son premier match en championnat de Turquie contre Hatayspor et réalise une nouvelle passe décisive (victoire 2-0). Par la suite, il fait partie du onze de base de l'équipe.
Thomas Meunier quitte Trabzonspor le 16 juillet 2024 à la suite d'une rupture de contrat.

#### LOSC Lille (depuis l'été 2024)
Le 19 juillet 2024, Thomas Meunier signe un contrat d'une durée de deux ans avec le LOSC Lille.

### Équipe de Belgique

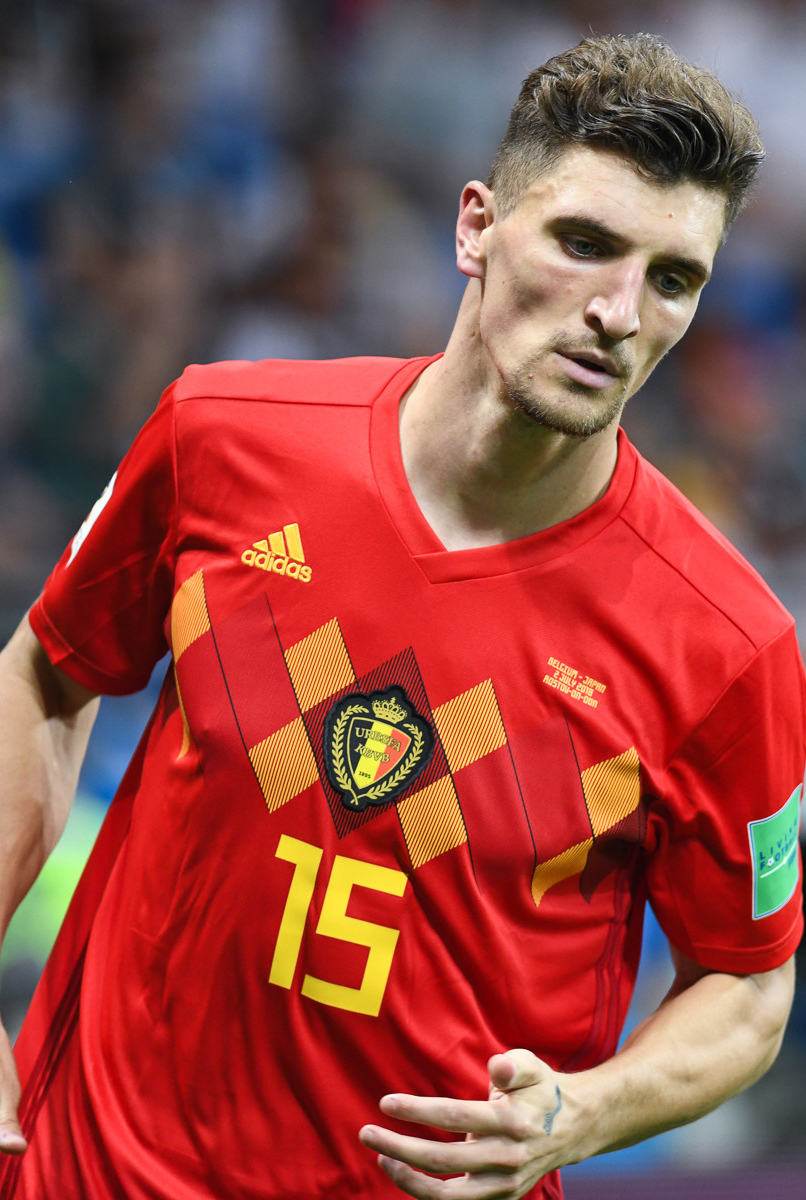
Thomas Meunier avec le maillot de la Belgique lors de la Coupe du monde 2018 disputée en Russie.

Il est régulièrement repris dans la sélection espoirs, avec laquelle il dispute sept rencontres et inscrit un but face à l'Azerbaïdjan.
Il confirme ses performances durant les premiers mois de la saison 2012-2013, ce qui lui vaut une première convocation en équipe nationale en novembre 2013. Il est titularisé dès son premier match contre la Colombie le 14 novembre et entre à douze minutes de la fin trois jours plus tard face au Japon.
Il ne sera toutefois pas repris pour la Coupe du monde 2014 au Brésil, même pas cité dans la liste des six remplaçants.

#### Euro 2016
Néanmoins, à la suite du forfait de plusieurs défenseurs, il intègre le noyau des 23 joueurs sélectionnés par Marc Wilmots pour l'Euro 2016. Il ne joue pas le premier match perdu contre l'Italie mais est bien de la partie pendant les 90 minutes des rencontres gagnées par la Belgique contre l'Irlande - lors duquel il adresse un centre décisif pour Axel Witsel - et la Suède. Ces deux prestations lui valent une place dans l'équipe type du premier tour du journal L'Équipe. Il dispute aussi le huitième et le quart de finale de cet Euro 2016.
Il marque son premier but en équipe nationale contre l'Estonie lors d'une victoire sur le score de 8-1.
Le 31 août 2017, face à la modeste équipe de Gibraltar, il inscrit un triplé et délivre quatre passes décisives dans une victoire 9-0 dans le cadre des éliminatoires de la Coupe du monde de football 2018.

#### Coupe du monde 2018
Lors de la Coupe du monde 2018 en Russie, il dispute cinq matches sur sept avec les Diables Rouges. Deux cartes jaunes, encourues l'une contre le Panama et l'autre contre le Brésil, l'empêchent de jouer la demi-finale contre la France, perdue (0-1). Les Belges terminent à la troisième place grâce à leur victoire sur l'Angleterre (2-0), Meunier inscrivant le premier but de la rencontre.

#### Euro 2020
Il est à nouveau convoqué par Roberto Martinez pour disputer l'Euro 2020 où les Belges atteignent les quarts de finale, s'inclinant contre l'Italie (1-2), futur vainqueur de l'édition. Lors du match d'ouverture des belges face à la Russie, il marque le deuxième but des Diables contribuant à la victoire 3-0. En octobre 2021, blessé au genou, il manque la phase finale de la Ligue des nations.

#### Coupe du monde 2022
Le 10 novembre 2022, il est sélectionné par Roberto Martínez pour participer à la Coupe du monde 2022. Au Qatar, il joue les trois matches de la Belgique éliminée en phase de poules. 

#### Euro 2024
Le nouvel entraineur Domenico Tedesco le sélectionne dans le noyau pour le premier match des éliminatoires de l'Euro 2024 en déplacement en Suède en mars 2023 mais il ne joue pas. Ensuite, il n'est plus repris puis se blesse et est indisponible pendant de nombreux mois. Par contre, ayant retrouvé une place de titulaire dans son club de Trabzonspor, il est de nouveau repris dans la sélection de Tedesco pour les deux matches amicaux de mars 2024.
Le 28 mai 2024, il est retenu parmi les 25 joueurs belges convoqués par Domenico Tedesco pour participer à l'Euro 2024.

## Caractéristiques et style de jeu
Il a été formé au poste d'attaquant ou de milieu offensif. Il est capable de jouer à peu près partout sur le front de l'attaque, en tant qu'ailier gauche, sur l'aile droite, ou même en tant que soutien d'attaque derrière une pointe fixe. C'est un joueur technique, puissant, n'hésitant pas à revenir très bas pour aider ses défenseurs.
En 2012, il a été replacé au poste d'arrière droit par Juan Carlos Garrido. Il est défini par son entraîneur Michel Preud'homme comme « un back droit offensif qui a encore des gestes d'attaquant ». Combatif sur le terrain, il est très apprécié des supporteurs du FC Bruges.
Sa position de défenseur fait de lui une rampe de lancement pour les offensives brugeoises. Son gardien, Mathew Ryan n'hésitant pas à relancer sur Thomas Meunier, sa position décentrée sur le terrain rendant de fait moins risquée la relance de son gardien, en outre sa grande taille lui permet d'aisément prendre possession de tout type de ballons. Ses longs déboulés sur le flanc droit désarçonnent les défenses adverses qui, à l'accoutumée, voient généralement ce genre de joueurs évoluer plus haut sur le terrain. Thomas Meunier n'hésitant pas, le cas échéant, à rentrer dans le jeu pour combiner avec d'autres joueurs techniques tels Víctor Vázquez ou Lior Refaelov, afin d'atteindre une supériorité numérique - et technique - ravageuse et destructrice pour l'équipe adverse. Lorsque l'occasion se présente, il est également capable de proposer un ballon en profondeur (cf. penalty Lior Refaelov le 26 décembre 2014 contre le Lierse et les assists pour Obbi Oularé contre Malines le 20 janvier 2015 en Coupe de Belgique, ou pour Hans Vanaken le 19 février 2016 lors de la victoire 6-0 de son équipe contre Westerlo).
Au Paris Saint-Germain, il préserve - mutatis mutandis - le même style de jeu, ce qui lui vaut d'être rapidement apprécié au sein de l'effectif parisien, entérinant sa préséance à l'égard de Serge Aurier.
Avant tout réputé pour ses qualités offensives il s'affirme surtout comme titulaire indiscutable au poste de piston, dans un système de jeu à trois défenseurs, que ce soit avec le PSG ou l'équipe de Belgique,,..

## Statistiques

### En club
| Saison                | Club                  | Championnat           | Championnat | Championnat | Championnat | Coupe nationale | Coupe nationale | Coupe nationale | Coupe de la Ligue | Coupe de la Ligue | Coupe de la Ligue | Supercoupe | Supercoupe | Supercoupe | Compétition(s) continentale(s) | Compétition(s) continentale(s) | Compétition(s) continentale(s) | Compétition(s) continentale(s) | Autres compétitions | Autres compétitions | Autres compétitions | Autres compétitions | Total | Total | Total |
| Saison                | Club                  | Division              | M.          | B.          | P.d.        | M.              | B.              | P.d.            | M.                | B.                | P.d.              | M.         | B.         | P.d.       | Comp.                          | M.                             | B.                             | P.d.                           | Comp.               | M.                  | B.                  | P.d.                | M.    | B.    | P.d.  |
| 2008-2009             | RE Virton             | Division 2            | 6           | 0           | 0           | -               | -               | -               | -                 | -                 | -                 | -          | -          | -          | -                              | -                              | -                              | -                              | -                   | -                   | -                   | -                   | 6     | 0     | 0     |
| 2009-2010             | RE Virton             | Division 3B           | 16          | 5           | 0           | 1               | 0               | 0               | -                 | -                 | -                 | -          | -          | -          | -                              | -                              | -                              | -                              | -                   | -                   | -                   | -                   | 17    | 5     | 0     |
| 2010-2011             | RE Virton             | Division 3B           | 28          | 10          | 0           | 3               | 2               | 0               | -                 | -                 | -                 | -          | -          | -          | -                              | -                              | -                              | -                              | -                   | -                   | -                   | -                   | 31    | 12    | 0     |
| Sous-total            | Sous-total            | Sous-total            | 50          | 15          | 0           | 4               | 2               | 0               | -                 | -                 | -                 | -          | -          | -          | -                              | -                              | -                              | -                              | -                   | -                   | -                   | -                   | 54    | 17    | 0     |
| 2011-2012             | Club Bruges KV        | Division 1            | 26          | 3           | 2           | 2               | 1               | 1               | -                 | -                 | -                 | -          | -          | -          | C3                             | 12                             | 1                              | 1                              | PO1                 | 9                   | 0                   | 2                   | 49    | 5     | 6     |
| 2012-2013             | Club Bruges KV        | Division 1            | 11          | 4           | 1           | 1               | 0               | 0               | -                 | -                 | -                 | -          | -          | -          | C1+C3                          | 2+4                            | 0+0                            | 0+0                            | PO1                 | 10                  | 0                   | 1                   | 28    | 4     | 2     |
| 2013-2014             | Club Bruges KV        | Division 1            | 23          | 3           | 1           | 1               | 0               | 0               | -                 | -                 | -                 | -          | -          | -          | C3                             | -                              | -                              | -                              | PO1                 | 9                   | 0                   | 0                   | 33    | 3     | 1     |
| 2014-2015             | Club Bruges KV        | Division 1            | 28          | 2           | 4           | 5               | 0               | 3               | -                 | -                 | -                 | -          | -          | -          | C3                             | 11                             | 0                              | 0                              | PO1                 | 2                   | 0                   | 0                   | 46    | 2     | 7     |
| 2015-2016             | Club Bruges KV        | Division 1            | 22          | 1           | 3           | 5               | 1               | 1               | -                 | -                 | -                 | -          | -          | -          | C1+C3                          | 0+6                            | 0+2                            | 0+1                            | PO1                 | 9                   | 2                   | 1                   | 42    | 6     | 6     |
| Sous-total            | Sous-total            | Sous-total            | 110         | 13          | 11          | 14              | 2               | 5               | -                 | -                 | -                 | -          | -          | -          | -                              | 35                             | 3                              | 2                              | -                   | 39                  | 2                   | 4                   | 198   | 20    | 22    |
| 2016-2017             | Paris Saint-Germain   | Ligue 1               | 22          | 1           | 4           | 4               | 0               | 1               | 3                 | 0                 | 0                 | 1          | 0          | 0          | C1                             | 6                              | 1                              | 2                              | -                   | -                   | -                   | -                   | 36    | 2     | 7     |
| 2017-2018             | Paris Saint-Germain   | Ligue 1               | 24          | 4           | 3           | 5               | 0               | 0               | 3                 | 1                 | 2                 | 1          | 0          | 0          | C1                             | 1                              | 0                              | 0                              | -                   | -                   | -                   | -                   | 34    | 5     | 5     |
| 2018-2019             | Paris Saint-Germain   | Ligue 1               | 22          | 3           | 4           | 3               | 1               | 0               | 1                 | 0                 | 1                 | -          | -          | -          | C1                             | 5                              | 1                              | 2                              | -                   | -                   | -                   | -                   | 31    | 5     | 7     |
| 2019-2020             | Paris Saint-Germain   | Ligue 1               | 16          | 0           | 2           | 3               | 0               | 0               | 2                 | 0                 | 1                 | 1          | 0          | 0          | C1                             | 5                              | 1                              | 0                              | -                   | -                   | -                   | -                   | 27    | 1     | 3     |
| Sous-total            | Sous-total            | Sous-total            | 84          | 8           | 13          | 15              | 1               | 1               | 9                 | 1                 | 4                 | 3          | 0          | 0          | -                              | 17                             | 3                              | 4                              | -                   | -                   | -                   | -                   | 128   | 13    | 22    |
| 2020-2021             | Borussia Dortmund     | Bundesliga            | 21          | 1           | 1           | 4               | 0               | 0               | -                 | -                 | -                 | 1          | 0          | 0          | C1                             | 7                              | 0                              | 1                              | -                   | -                   | -                   | -                   | 33    | 1     | 2     |
| 2021-2022             | Borussia Dortmund     | Bundesliga            | 17          | 2           | 4           | 2               | 0               | 0               | -                 | -                 | -                 | -          | -          | -          | C1+C3                          | 6+1                            | 0+0                            | 1+0                            | -                   | -                   | -                   | -                   | 26    | 2     | 5     |
| 2022-2023             | Borussia Dortmund     | Bundesliga            | 10          | 0           | 0           | 2               | 0               | 0               | -                 | -                 | -                 | -          | -          | -          | C1                             | 4                              | 0                              | 1                              | -                   | -                   | -                   | -                   | 16    | 0     | 1     |
| 2023-2024             | Borussia Dortmund     | Bundesliga            | 8           | 0           | 0           | 0               | 0               | 0               | -                 | -                 | -                 | -          | -          | -          | C1                             | -                              | -                              | -                              | -                   | -                   | -                   | -                   | 8     | 0     | 0     |
| Sous-total            | Sous-total            | Sous-total            | 56          | 3           | 5           | 8               | 0               | 0               | -                 | -                 | -                 | 1          | 0          | 0          | -                              | 18                             | 0                              | 3                              | -                   | -                   | -                   | -                   | 83    | 3     | 8     |
| 2023-2024             | Trabzonspor           | Süper Lig             | 14          | 1           | 5           | 5               | 0               | 2               | -                 | -                 | -                 | -          | -          | -          | -                              | -                              | -                              | -                              | -                   | -                   | -                   | -                   | 19    | 1     | 7     |
| 2024-2025             | LOSC Lille            | Ligue 1               | 30          | 2           | 0           | 3               | 0               | 0               | -                 | -                 | -                 | -          | -          | -          | C1                             | 13                             | 0                              | 1                              | -                   | -                   | -                   | -                   | 46    | 2     | 1     |
| Total sur la carrière | Total sur la carrière | Total sur la carrière | 345         | 42          | 34          | 48              | 5               | 8               | 9                 | 1                 | 4                 | 4          | 0          | 0          | -                              | 83                             | 6                              | 10                             | -                   | 39                  | 2                   | 4                   | 528   | 56    | 60    |

### En sélections nationales
| Saison                | Sélection             | Phases finales        | Phases finales | Phases finales | Phases finales | Éliminatoires CDM | Éliminatoires CDM | Éliminatoires CDM | Éliminatoires EURO | Éliminatoires EURO | Éliminatoires EURO | Ligue des Nations | Ligue des Nations | Ligue des Nations | Matchs amicaux | Matchs amicaux | Matchs amicaux | Total | Total | Total |
| Saison                | Sélection             | Compétition           | M              | B              | Pd             | M                 | B                 | Pd                | M                  | B                  | Pd                 | M                 | B                 | Pd                | M              | B              | Pd             | M     | B     | Pd    |
| --------------------- | --------------------- | --------------------- | -------------- | -------------- | -------------- | ----------------- | ----------------- | ----------------- | ------------------ | ------------------ | ------------------ | ----------------- | ----------------- | ----------------- | -------------- | -------------- | -------------- | ----- | ----- | ----- |
| 2013-2014             | Belgique              | -                     | -              | -              | -              | -                 | -                 | -                 | -                  | -                  | -                  | -                 | -                 | -                 | 2              | 0              | 0              | 2     | 0     | 0     |
| 2014-2015             | Belgique              | -                     | -              | -              | -              | -                 | -                 | -                 | -                  | -                  | -                  | -                 | -                 | -                 | 1              | 0              | 0              | 1     | 0     | 0     |
| 2015-2016             | Belgique              | Euro 2016             | 4              | 0              | 1              | -                 | -                 | -                 | 2                  | 0                  | 0                  | -                 | -                 | -                 | -              | -              | -              | 6     | 0     | 1     |
| 2016-2017             | Belgique              | -                     | -              | -              | -              | 4                 | 1                 | 1                 | -                  | -                  | -                  | -                 | -                 | -                 | 2              | 0              | 0              | 6     | 1     | 1     |
| 2017-2018             | Belgique              | Coupe du monde 2018   | 5              | 1              | 2              | 4                 | 4                 | 6                 | -                  | -                  | -                  | -                 | -                 | -                 | 6              | 0              | 0              | 15    | 5     | 8     |
| 2018-2019             | Belgique              | -                     | -              | -              | -              | -                 | -                 | -                 | 1                  | 0                  | 0                  | 4                 | 0                 | 2                 | 2              | 0              | 0              | 7     | 0     | 2     |
| 2019-2020             | Belgique              | -                     | -              | -              | -              | -                 | -                 | -                 | 3                  | 1                  | 0                  | -                 | -                 | -                 | -              | -              | -              | 3     | 1     | 0     |
| 2020-2021             | Belgique              | Euro 2020             | 5              | 1              | 2              | 2                 | 0                 | 2                 | -                  | -                  | -                  | 4                 | 0                 | 0                 | 1              | 0              | 0              | 12    | 1     | 4     |
| 2021-2022             | Belgique              | -                     | -              | -              | -              | 2                 | 0                 | 0                 | -                  | -                  | -                  | 2                 | 0                 | 0                 | -              | -              | -              | 4     | 0     | 0     |
| 2022-2023             | Belgique              | Coupe du monde 2022   | 3              | 0              | 0              | -                 | -                 | -                 | -                  | -                  | -                  | 2                 | 0                 | 0                 | 1              | 0              | 0              | 6     | 0     | 0     |
| 2023-2024             | Belgique              | -                     | -              | -              | -              | -                 | -                 | -                 | -                  | -                  | -                  | -                 | -                 | -                 | 4              | 0              | 0              | 4     | 0     | 0     |
| 2024-2025             | Belgique              | -                     | -              | -              | -              | 2                 | 0                 | 0                 | -                  | -                  | -                  | 3                 | 0                 | 0                 | -              | -              | -              | 5     | 0     | 0     |
| Total sur la carrière | Total sur la carrière | Total sur la carrière | 17             | 2              | 5              | 14                | 5                 | 9                 | 6                  | 1                  | 0                  | 15                | 0                 | 2                 | 19             | 0              | 0              | 71    | 8     | 16    |

### Matchs internationaux
| Matchs internationaux de Thomas Meunier, | Matchs internationaux de Thomas Meunier, | Matchs internationaux de Thomas Meunier,                | Matchs internationaux de Thomas Meunier, | Matchs internationaux de Thomas Meunier, | Matchs internationaux de Thomas Meunier, | Matchs internationaux de Thomas Meunier, | Matchs internationaux de Thomas Meunier,                                    |
| #                                        | Date                                     | Lieu                                                    | Adversaire                               | Résultat                                 | Compétition                              | Club                                     | Notes                                                                       |
| ---------------------------------------- | ---------------------------------------- | ------------------------------------------------------- | ---------------------------------------- | ---------------------------------------- | ---------------------------------------- | ---------------------------------------- | --------------------------------------------------------------------------- |
| 1                                        | 14 novembre 2013                         | Stade Roi Baudouin, Bruxelles, Belgique                 | Colombie                                 | D 0 - 2                                  | Match amical                             | Club Bruges KV                           | Titulaire.                                                                  |
| 2                                        | 19 novembre 2013                         | Stade Roi Baudouin, Bruxelles, Belgique                 | Japon                                    | D 2 - 3                                  | Match amical                             | Club Bruges KV                           | Entre en jeu à la place de Daniel Van Buyten à la 80e minute de jeu.        |
| 3                                        | 12 novembre 2014                         | Stade Roi Baudouin, Bruxelles, Belgique                 | Islande                                  | V 3 - 1                                  | Match amical                             | Club Bruges KV                           | Entre en jeu à la place de Anthony Vanden Borre à la 66e minute de jeu.     |
| 4                                        | 10 octobre 2015                          | Estadi Nacional, Andorre-la-Vieille, Andorre            | Andorre                                  | V 4 - 1                                  | Éliminatoires de l'Euro 2016             | Club Bruges KV                           | Titulaire, remplacé par Luis Pedro Cavanda à la 81e minute de jeu.          |
| 5                                        | 13 octobre 2015                          | Stade Roi Baudouin, Bruxelles, Belgique                 | Israël                                   | V 3 - 1                                  | Éliminatoires de l'Euro 2016             | Club Bruges KV                           | Entre en jeu à la place de Vincent Kompany à la 58e minute de jeu.          |
| 6                                        | 18 juin 2016                             | Matmut Atlantique, Bordeaux, France                     | République d'Irlande                     | V 3 - 0                                  | Euro 2016                                | Club Bruges KV                           | Titulaire.                                                                  |
| 7                                        | 22 juin 2016                             | Allianz Riviera, Nice, France                           | Suède                                    | V 1 - 0                                  | Euro 2016                                | Club Bruges KV                           | Titulaire, écope d'un carton jaune à la 30e minute de jeu.                  |
| 8                                        | 26 juin 2016                             | Stadium de Toulouse, Toulouse, France                   | Hongrie                                  | V 4 - 0                                  | Euro 2016                                | Club Bruges KV                           | Titulaire.                                                                  |
| 9                                        | 1er juillet 2016                         | Stade Pierre-Mauroy, Villeneuve-d'Ascq, France          | Pays de Galles                           | D 1 - 3                                  | Euro 2016                                | Club Bruges KV                           | Titulaire.                                                                  |
| 10                                       | 1er septembre 2016                       | Stade Roi Baudouin, Bruxelles, Belgique                 | Espagne                                  | D 0 - 2                                  | Match amical                             | Paris Saint-Germain                      | Titulaire.                                                                  |
| 11                                       | 6 septembre 2016                         | Stade GSP, Nicosie, Chypre                              | Chypre                                   | V 3 - 0                                  | Éliminatoires de la Coupe du monde 2018  | Paris Saint-Germain                      | Titulaire.                                                                  |
| 12                                       | 7 octobre 2016                           | Stade Roi Baudouin, Bruxelles, Belgique                 | Bosnie-Herzégovine                       | V 4 - 0                                  | Éliminatoires de la Coupe du monde 2018  | Paris Saint-Germain                      | Titulaire.                                                                  |
| 13                                       | 10 octobre 2016                          | Stade de l'Algarve, Faro, Portugal                      | Gibraltar                                | V 6 - 0                                  | Éliminatoires de la Coupe du monde 2018  | Paris Saint-Germain                      | Titulaire.                                                                  |
| 14                                       | 9 novembre 2016                          | Amsterdam Arena, Amsterdam, Pays-Bas                    | Pays-Bas                                 | N 1 - 1                                  | Match amical                             | Paris Saint-Germain                      | Titulaire, remplacé par Thomas Foket à la 46e minute de jeu.                |
| 15                                       | 13 novembre 2016                         | Stade Roi Baudouin, Bruxelles, Belgique                 | Estonie                                  | V 8 - 1                                  | Éliminatoires de la Coupe du monde 2018  | Paris Saint-Germain                      | Titulaire et buteur.                                                        |
| 16                                       | 31 août 2017                             | Stade Maurice-Dufrasne, Liège, Belgique                 | Gibraltar                                | V 9 - 0                                  | Éliminatoires de la Coupe du monde 2018  | Paris Saint-Germain                      | Titulaire et buteur.                                                        |
| 17                                       | 3 septembre 2017                         | Stade Karaïskakis, Le Pirée, Grèce                      | Grèce                                    | V 2 - 1                                  | Éliminatoires de la Coupe du monde 2018  | Paris Saint-Germain                      | Titulaire, écope d'un carton jaune à la 50e minute de jeu.                  |
| 18                                       | 7 octobre 2017                           | Stade Grbavica, Sarajevo, Bosnie-Herzégovine            | Bosnie-Herzégovine                       | V 4 - 3                                  | Éliminatoires de la Coupe du monde 2018  | Paris Saint-Germain                      | Titulaire et buteur.                                                        |
| 19                                       | 10 octobre 2017                          | Stade Roi Baudouin, Bruxelles, Belgique                 | Chypre                                   | V 4 - 0                                  | Éliminatoires de la Coupe du monde 2018  | Paris Saint-Germain                      | Titulaire, remplacé par Romelu Lukaku à la 66e minute de jeu.               |
| 20                                       | 10 novembre 2017                         | Stade Roi Baudouin, Bruxelles, Belgique                 | Mexique                                  | N 3 - 3                                  | Match amical                             | Paris Saint-Germain                      | Titulaire.                                                                  |
| 21                                       | 14 novembre 2017                         | Stade Jan-Breydel, Bruges, Belgique                     | Japon                                    | V 1 - 0                                  | Match amical                             | Paris Saint-Germain                      | Titulaire.                                                                  |
| 22                                       | 27 mars 2018                             | Stade Roi Baudouin, Bruxelles, Belgique                 | Arabie saoudite                          | V 4 - 0                                  | Match amical                             | Paris Saint-Germain                      | Titulaire.                                                                  |
| 23                                       | 2 juin 2018                              | Stade Roi Baudouin, Bruxelles, Belgique                 | Portugal                                 | N 0 - 0                                  | Match amical                             | Paris Saint-Germain                      | Titulaire.                                                                  |
| 24                                       | 6 juin 2018                              | Stade Roi Baudouin, Bruxelles, Belgique                 | Égypte                                   | V 3 - 0                                  | Match amical                             | Paris Saint-Germain                      | Titulaire, remplacé par Thorgan Hazard à la 70e minute de jeu.              |
| 25                                       | 11 juin 2018                             | Stade Roi Baudouin, Bruxelles, Belgique                 | Costa Rica                               | V 4 - 1                                  | Match amical                             | Paris Saint-Germain                      | Titulaire, remplacé par Nacer Chadli à la 46e minute de jeu.                |
| 26                                       | 18 juin 2018                             | Stade olympique Ficht, Sotchi, Russie                   | Panama                                   | V 3 - 0                                  | Coupe du monde 2018                      | Paris Saint-Germain                      | Titulaire, écope d'un carton jaune à la 14e minute de jeu.                  |
| 27                                       | 23 juin 2018                             | Otkrytie Arena, Moscou, Russie                          | Tunisie                                  | V 5 - 2                                  | Coupe du monde 2018                      | Paris Saint-Germain                      | Titulaire.                                                                  |
| 28                                       | 2 juillet 2018                           | Rostov Arena, Rostov-sur-le-Don, Russie                 | Japon                                    | V 3 - 2                                  | Coupe du monde 2018                      | Paris Saint-Germain                      | Titulaire.                                                                  |
| 29                                       | 6 juillet 2018                           | Kazan Arena, Kazan, Russie                              | Brésil                                   | V 2 - 1                                  | Coupe du monde 2018                      | Paris Saint-Germain                      | Titulaire, écope d'un carton jaune à la 71e minute de jeu.                  |
| 30                                       | 14 juillet 2018                          | Zenit Arena, Saint-Pétersbourg, Russie                  | Angleterre                               | V 2 - 0                                  | Coupe du monde 2018                      | Paris Saint-Germain                      | Titulaire et buteur.                                                        |
| 31                                       | 7 septembre 2018                         | Hampden Park, Glasgow, Écosse                           | Écosse                                   | V 4 - 0                                  | Match amical                             | Paris Saint-Germain                      | Entre en jeu à la place de Timothy Castagne à la 46e minute de jeu.         |
| 32                                       | 11 septembre 2018                        | Laugardalsvöllur, Reykjavik, Islande                    | Islande                                  | V 3 - 0                                  | Ligue des nations 2018-2019              | Paris Saint-Germain                      | Titulaire.                                                                  |
| 33                                       | 12 octobre 2018                          | Stade Roi Baudouin, Bruxelles, Belgique                 | Suisse                                   | V 2 - 1                                  | Ligue des nations 2018-2019              | Paris Saint-Germain                      | Titulaire.                                                                  |
| 34                                       | 16 octobre 2018                          | Stade Roi Baudouin, Bruxelles, Belgique                 | Pays-Bas                                 | N 1 - 1                                  | Match amical                             | Paris Saint-Germain                      | Entre en jeu à la place de Timothy Castagne à la 73e minute de jeu.         |
| 35                                       | 15 novembre 2018                         | Stade Roi Baudouin, Laeken, Belgique                    | Islande                                  | V 2 - 0                                  | Ligue des nations 2018-2019              | Paris Saint-Germain                      | Titulaire.                                                                  |
| 36                                       | 18 novembre 2018                         | Luzern Arena, Lucerne, Suisse                           | Suisse                                   | D 2 - 5                                  | Ligue des nations 2018-2019              | Paris Saint-Germain                      | Titulaire, remplacé par Divock Origi à la 90e minute de jeu.                |
| 37                                       | 11 juin 2019                             | Stade Roi Baudouin, Bruxelles, Belgique                 | Écosse                                   | V 3 - 0                                  | Éliminatoires de l'Euro 2020             | Paris Saint-Germain                      | Titulaire.                                                                  |
| 38                                       | 6 septembre 2019                         | Stadio Olimpico, Serravalle, Saint-Marin                | Saint-Marin                              | V 4 - 0                                  | Éliminatoires de l'Euro 2020             | Paris Saint-Germain                      | Titulaire.                                                                  |
| 39                                       | 9 septembre 2019                         | Hampden Park, Glasgow, Écosse                           | Écosse                                   | V 4 - 0                                  | Éliminatoires de l'Euro 2020             | Paris Saint-Germain                      | Titulaire, remplacé par Benito Raman à la 90e minute de jeu.                |
| 40                                       | 13 octobre 2019                          | Astana Arena, Noursoultan, Kazakhstan                   | Kazakhstan                               | V 2 - 0                                  | Éliminatoires de l'Euro 2020             | Paris Saint-Germain                      | Titulaire et buteur.                                                        |
| 41                                       | 8 septembre 2020                         | Stade Roi Baudouin, Bruxelles, Belgique                 | Islande                                  | V 5 - 1                                  | Ligue des nations 2020-2021              | Borussia Dortmund                        | Titulaire.                                                                  |
| 42                                       | 11 octobre 2020                          | Stade de Wembley, Londres, Angleterre                   | Angleterre                               | D 1 - 2                                  | Ligue des nations 2020-2021              | Borussia Dortmund                        | Titulaire, écope d'un carton jaune à la 38e minute de jeu.                  |
| 43                                       | 14 octobre 2020                          | Laugardalsvöllur, Reykjavik, Islande                    | Islande                                  | V 2 - 1                                  | Ligue des nations 2020-2021              | Borussia Dortmund                        | Titulaire.                                                                  |
| 44                                       | 15 novembre 2020                         | Stade Den Dreef, Louvain, Belgique                      | Angleterre                               | V 2 - 0                                  | Ligue des nations 2020-2021              | Borussia Dortmund                        | Titulaire, écope d'un carton jaune à la 54e minute de jeu.                  |
| 45                                       | 24 mars 2021                             | Stade Den Dreef, Louvain, Belgique                      | Pays de Galles                           | V 3 - 1                                  | Éliminatoires de la Coupe du monde 2022  | Borussia Dortmund                        | Titulaire.                                                                  |
| 46                                       | 30 mars 2021                             | Stade Den Dreef, Louvain, Belgique                      | Biélorussie                              | V 8 - 0                                  | Éliminatoires de la Coupe du monde 2022  | Borussia Dortmund                        | Titulaire.                                                                  |
| 47                                       | 3 juin 2021                              | Stade Roi Baudouin, Bruxelles, Belgique                 | Grèce                                    | N 1 - 1                                  | Match amical                             | Borussia Dortmund                        | Titulaire.                                                                  |
| 48                                       | 12 juin 2021                             | Gazprom Arena, Saint-Pétersbourg, Russie                | Russie                                   | V 3 - 0                                  | Euro 2020                                | Borussia Dortmund                        | Buteur, entre en jeu à la place de Timothy Castagne à la 27e minute de jeu. |
| 49                                       | 17 juin 2021                             | Parken Stadium, Copenhague, Danemark                    | Danemark                                 | V 2 - 1                                  | Euro 2020                                | Borussia Dortmund                        | Titulaire.                                                                  |
| 50                                       | 21 juin 2021                             | Gazprom Arena, Saint-Pétersbourg, Russie                | Finlande                                 | V 2 - 0                                  | Euro 2020                                | Borussia Dortmund                        | Entre en jeu à la place de Leandro Trossard à la 75e minute de jeu.         |
| 51                                       | 27 juin 2021                             | Stade La Cartuja, Séville, Espagne                      | Portugal                                 | V 1 - 0                                  | Euro 2020                                | Borussia Dortmund                        | Titulaire.                                                                  |
| 52                                       | 2 juillet 2021                           | Allianz Arena, Munich, Allemagne                        | Italie                                   | D 1 - 2                                  | Euro 2020                                | Borussia Dortmund                        | Titulaire, remplacé par Nacer Chadli à la 69e minute de jeu.                |
| 53                                       | 13 novembre 2021                         | Stade Roi Baudouin, Bruxelles, Belgique                 | Estonie                                  | V 3 - 1                                  | Éliminatoires de la Coupe du monde 2022  | Borussia Dortmund                        | Titulaire, remplacé par Alexis Saelemaekers à la 62e minute de jeu.         |
| 54                                       | 16 novembre 2021                         | Cardiff City Stadium, Cardiff, Pays de Galles           | Pays de Galles                           | N 1 - 1                                  | Éliminatoires de la Coupe du monde 2022  | Borussia Dortmund                        | Titulaire, remplacé par Leandro Trossard à la 85e minute de jeu.            |
| 55                                       | 3 juin 2022                              | Stade Roi Baudouin, Bruxelles, Belgique                 | Pays-Bas                                 | D 1 - 4                                  | Ligue des nations 2022-2023              | Borussia Dortmund                        | Titulaire, remplacé par Yannick Carrasco à la 67e minute de jeu.            |
| 56                                       | 11 juin 2022                             | Cardiff City Stadium, Cardiff, Pays de Galles           | Pays de Galles                           | N 1 - 1                                  | Ligue des nations 2022-2023              | Borussia Dortmund                        | Titulaire.                                                                  |
| 57                                       | 22 septembre 2022                        | Stade Roi Baudouin, Bruxelles, Belgique                 | Pays de Galles                           | V 2 - 1                                  | Ligue des nations 2022-2023              | Borussia Dortmund                        | Titulaire.                                                                  |
| 58                                       | 25 septembre 2022                        | Johan Cruyff Arena, Amsterdam, Pays-Bas                 | Pays-Bas                                 | D 0 - 1                                  | Ligue des nations 2022-2023              | Borussia Dortmund                        | Titulaire, remplacé par Yannick Carrasco à la 46e minute de jeu.            |
| 59                                       | 18 novembre 2022                         | Stade international Jaber Al-Ahmad (en), Koweït, Koweït | Égypte                                   | D 1 - 2                                  | Match amical                             | Borussia Dortmund                        | Entre en jeu à la place de Eden Hazard à la 71e minute de jeu.              |
| 60                                       | 23 novembre 2022                         | Stade Ahmed-ben-Ali, Al Rayyan, Qatar                   | Canada                                   | V 1 - 0                                  | Coupe du monde 2022                      | Borussia Dortmund                        | Entre en jeu à la place de Yannick Carrasco à la 46e minute de jeu.         |
| 61                                       | 27 novembre 2022                         | Stade d'Al-Thumama, Doha, Qatar                         | Maroc                                    | D 0 - 2                                  | Coupe du monde 2022                      | Borussia Dortmund                        | Titulaire, remplacé par Romelu Lukaku à la 81e minute de jeu.               |
| 62                                       | 1er décembre 2022                        | Stade Ahmed-ben-Ali, Al Rayyan, Qatar                   | Croatie                                  | N 0 - 0                                  | Coupe du monde 2022                      | Borussia Dortmund                        | Titulaire, remplacé par Eden Hazard à la 87e minute de jeu.                 |
| 63                                       | 23 mars 2024                             | Aviva Stadium, Dublin, Irlande                          | République d'Irlande                     | N 0 - 0                                  | Match amical                             | Trabzonspor                              | Entre en jeu à la place de Youri Tielemans à la 46e minute de jeu.          |
| 64                                       | 26 mars 2024                             | Stade de Wembley, Londres, Angleterre                   | Angleterre                               | N 2 - 2                                  | Match amical                             | Trabzonspor                              | Entre en jeu à la place de Youri Tielemans à la 71e minute de jeu.          |
| 65                                       | 5 juin 2024                              | Stade Roi Baudouin, Bruxelles, Belgique                 | Monténégro                               | V 2 - 0                                  | Match amical                             | Trabzonspor                              | Titulaire, remplacé par Timothy Castagne à la 46e minute de jeu.            |
| 66                                       | 8 juin 2024                              | Stade Roi Baudouin, Bruxelles, Belgique                 | Luxembourg                               | V 3 - 0                                  | Match amical                             | Trabzonspor                              | Titulaire, remplacé par Maxim De Cuyper à la 16e minute de jeu.             |
| 67                                       | 9 septembre 2024                         | Parc Olympique lyonnais, Décines-Charpieu, France       | France                                   | D 0 - 2                                  | Ligue des nations 2024-2025              | LOSC Lille                               | Entre en jeu à la place de Timothy Castagne à la 82e minute de jeu.         |
| 68                                       | 20 mars 2025                             | Stade Enrique-Roca de Murcie, Murcie, Espagne           | Ukraine                                  | D 1 - 3                                  | Ligue des nations 2024-2025              | LOSC Lille                               | Titulaire.                                                                  |
| 69                                       | 23 mars 2025                             | Cegeka Arena, Genk, Belgique                            | Ukraine                                  | V 3 - 0                                  | Ligue des nations 2024-2025              | LOSC Lille                               | Titulaire, remplacé par Maxim De Cuyper à la 69e minute de jeu.             |
| 70                                       | 6 juin 2025                              | Stade national Toše-Proeski, Skopje, Macédoine du Nord  | Macédoine du Nord                        | N 1 - 1                                  | Éliminatoires de la Coupe du monde 2026  | LOSC Lille                               | Titulaire et capitaine, remplacé par Koni De Winter à la 56e minute de jeu. |
| 71                                       | 9 juin 2025                              | Stade Roi Baudouin, Bruxelles, Belgique                 | Pays de Galles                           | V 4 - 3                                  | Éliminatoires de la Coupe du monde 2026  | LOSC Lille                               | Titulaire, remplacé par Koni De Winter à la 16e minute de jeu.              |

### Buts internationaux
| Buts internationaux de Thomas Meunier, | Buts internationaux de Thomas Meunier, | Buts internationaux de Thomas Meunier,       | Buts internationaux de Thomas Meunier, | Buts internationaux de Thomas Meunier, | Buts internationaux de Thomas Meunier,  | Buts internationaux de Thomas Meunier, | Buts internationaux de Thomas Meunier, | Buts internationaux de Thomas Meunier, | Buts internationaux de Thomas Meunier, |
| #                                      | Date                                   | Lieu                                         | Adversaire                             | Résultat                               | Compétition                             | Détail                                 | Détail                                 | Détail                                 | Cape                                   |
| -------------------------------------- | -------------------------------------- | -------------------------------------------- | -------------------------------------- | -------------------------------------- | --------------------------------------- | -------------------------------------- | -------------------------------------- | -------------------------------------- | -------------------------------------- |
| 1                                      | 13 novembre 2016                       | Stade Roi Baudouin, Bruxelles, Belgique      | Estonie                                | V 8 - 1                                | Éliminatoires de la Coupe du monde 2018 | 8e                                     | de la tête                             | 1-0                                    | 15e                                    |
| 2                                      | 31 août 2017                           | Stade Maurice-Dufrasne, Liège, Belgique      | Gibraltar                              | V 9 - 0                                | Éliminatoires de la Coupe du monde 2018 | 18e                                    | du pied gauche                         | 2-0                                    | 16e                                    |
| 3                                      | 31 août 2017                           | Stade Maurice-Dufrasne, Liège, Belgique      | Gibraltar                              | V 9 - 0                                | Éliminatoires de la Coupe du monde 2018 | 61e                                    | du pied droit                          | 7-0                                    | 16e                                    |
| 4                                      | 31 août 2017                           | Stade Maurice-Dufrasne, Liège, Belgique      | Gibraltar                              | V 9 - 0                                | Éliminatoires de la Coupe du monde 2018 | 67e                                    | du pied droit                          | 8-0                                    | 16e                                    |
| 5                                      | 7 octobre 2017                         | Stade Grbavica, Sarajevo, Bosnie-Herzégovine | Bosnie-Herzégovine                     | V 4 - 3                                | Éliminatoires de la Coupe du monde 2018 | 4e                                     | du pied droit                          | 0-1                                    | 18e                                    |
| 6                                      | 14 juillet 2018                        | Zenit Arena, Saint-Pétersbourg, Russie       | Angleterre                             | V 2 - 0                                | Coupe du monde 2018                     | 4e                                     | du pied droit                          | 1-0                                    | 30e                                    |
| 7                                      | 13 octobre 2019                        | Astana Arena, Noursoultan, Kazakhstan        | Kazakhstan                             | V 2 - 0                                | Éliminatoires de l'Euro 2020            | 53e                                    | du pied droit                          | 0-2                                    | 40e                                    |
| 8                                      | 12 juin 2021                           | Gazprom Arena, Saint-Pétersbourg, Russie     | Russie                                 | V 3 - 0                                | Euro 2020                               | 34e                                    | du pied gauche                         | 2-0                                    | 48e                                    |

## Palmarès

### En club
| RE Virton                                      | Club Bruges KV (2) | Paris Saint-Germain (9) | Borussia Dortmund (1) | Trabzonspor                              |
| ---------------------------------------------- | --- | --- | --- | ---------------------------------------- |
| - Troisième division : - Vice-champion : 2011. | - Championnat de Belgique (1) : - Champion : 2016. - Vice-champion : 2012 et 2015. - Coupe de Belgique (1) : - Vainqueur : 2015. - Finaliste : 2016. | - Championnat de France (3) : - Champion : 2018, 2019 et 2020. - Vice-champion : 2017. - Coupe de France (1) : - Vainqueur : 2018. - Trophée des champions (3) : - Vainqueur : 2016, 2017 et 2019. - Coupe de la Ligue (2) : - Vainqueur : 2017 et 2018. | - Championnat d'Allemagne : - Vice-champion : 2022 et 2023. - Coupe d'Allemagne (1) : - Vainqueur : 2021. - Supercoupe d'Allemagne : - Finaliste : 2021. | - Coupe de Turquie : - Finaliste : 2024. |

### En sélections nationales
| Belgique                               |
| -------------------------------------- |
| - Coupe du monde : - Troisième : 2018. |

### Distinctions personnelles
Il reçoit le Godefroid d'honneur, récompense de la province de Luxembourg en 2016.

## Vie privée
Depuis 2008, Thomas Meunier est le compagnon de Deborah Panzokou, fille de Didier Panzokou, ancien joueur du RFC Seraing de 1985 à 1991. Le 7 décembre 2015, Deborah donne naissance à leur premier enfant, un garçon prénommé Landrys. En octobre 2017, le couple annonce attendre leur deuxième enfant qui nait en avril 2018 et est un garçon se prénommant Tianys. Un troisième enfant naît en 2020. Le 18 juin 2022, Thomas Meunier et Deborah Panzokou officialisent leur union en se mariant à Bastogne.
Passionné d'art, il a créé la société Play it Art avec son agent Jacques Lichtenstein.
Il parle français, anglais et néerlandais.